# Lunca Florii
Lunca Florii románul: Lunca Florii, falu Romániában, a Bánságban, Krassó-Szörény megyében.

## Fekvése
Somosréve (Cornereva) mellett fekvő település.

## Története
Lunca Florii korábban Somosréve (Cornereva) része volt. 1956-ban 87 lakosa volt.
1966-ban 76, 1977-ben 78, 1992-ben 91, a 2002-es népszámláláskor 70 román lakosa volt.